# دعوت (مسیحیت)

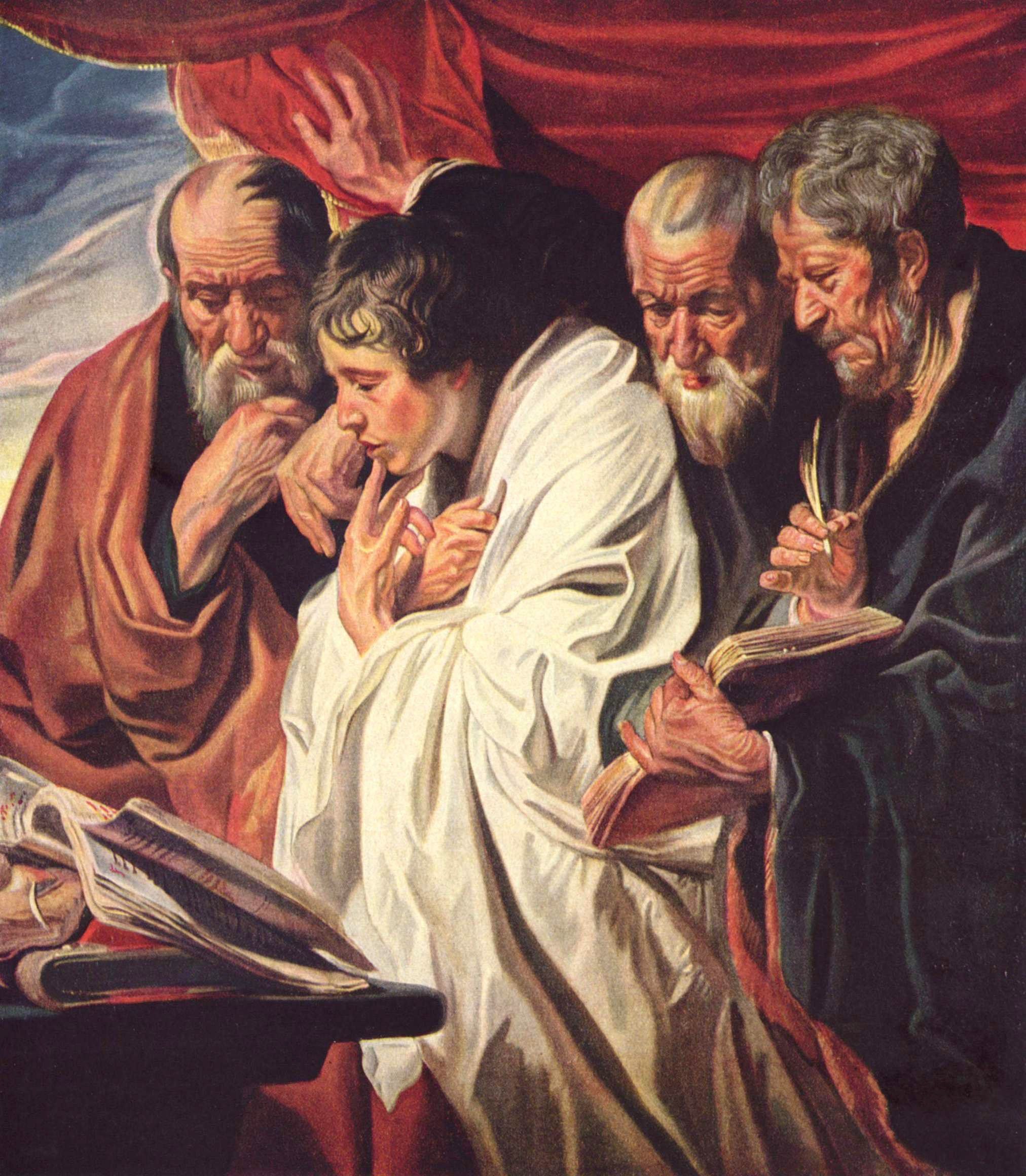
چهار بشارت‌دهندگان (انجیل‌های چهارگانه)

دعوت، بشارت، تبلیغ مسیحیت (انگلیسی: Evangelism) در مسیحیت، عمل موعظه به قصد دعوت به مسیحیت و به اشتراک گذاشتن پیام و تعالیم عیسی مسیح است.